# Technologická zařízení staveb

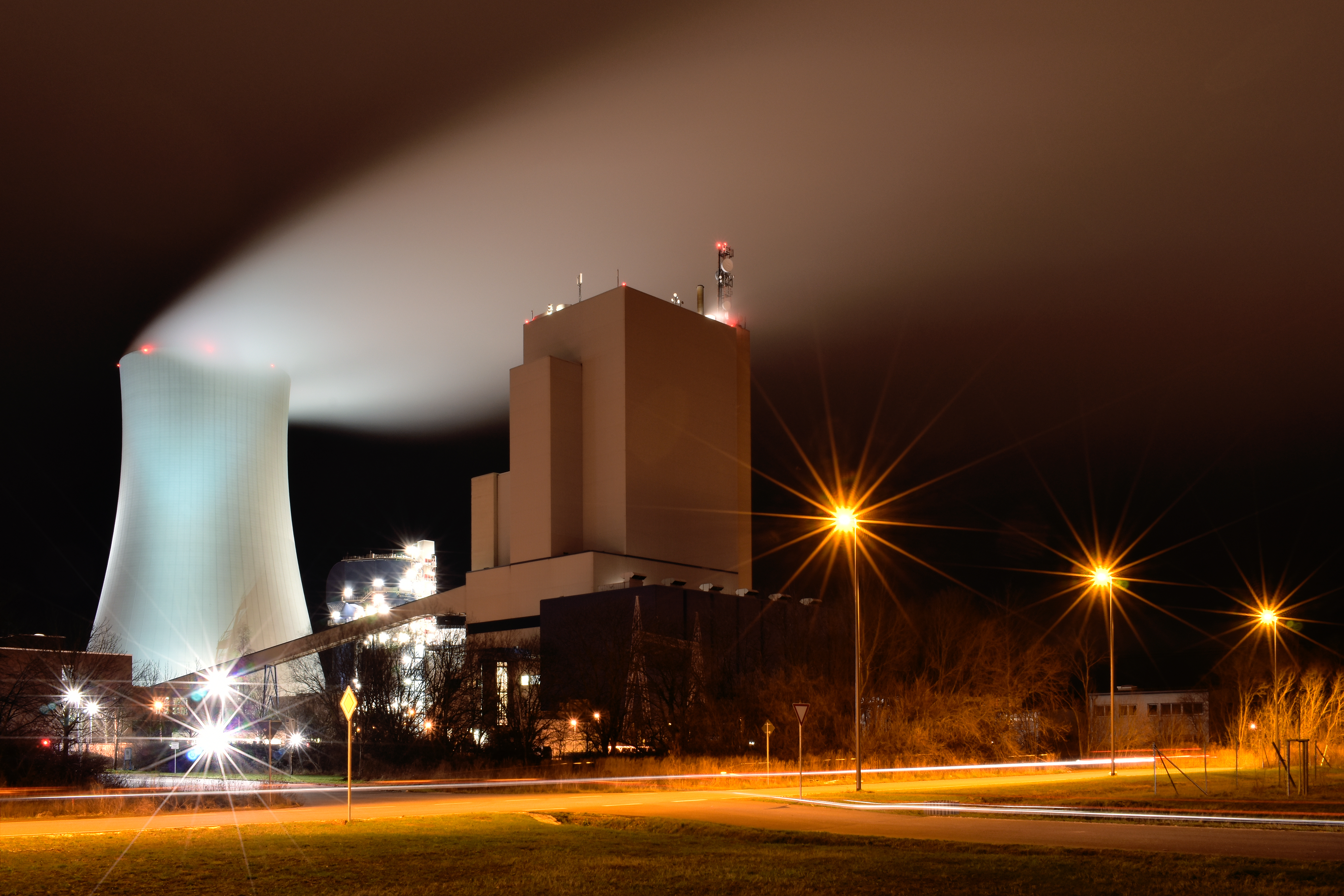
Elektrárna

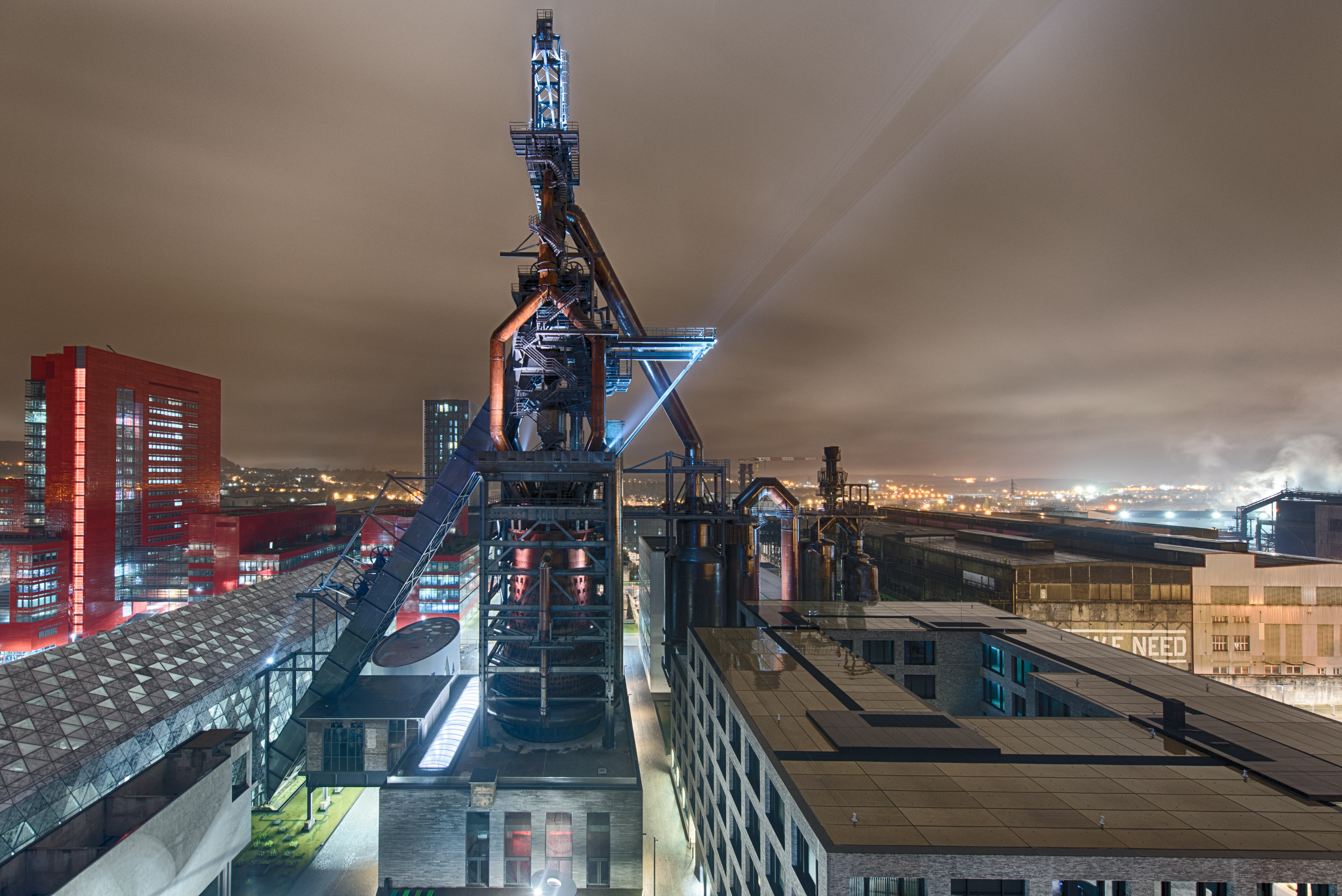
Vysoká pec

Chemický závod

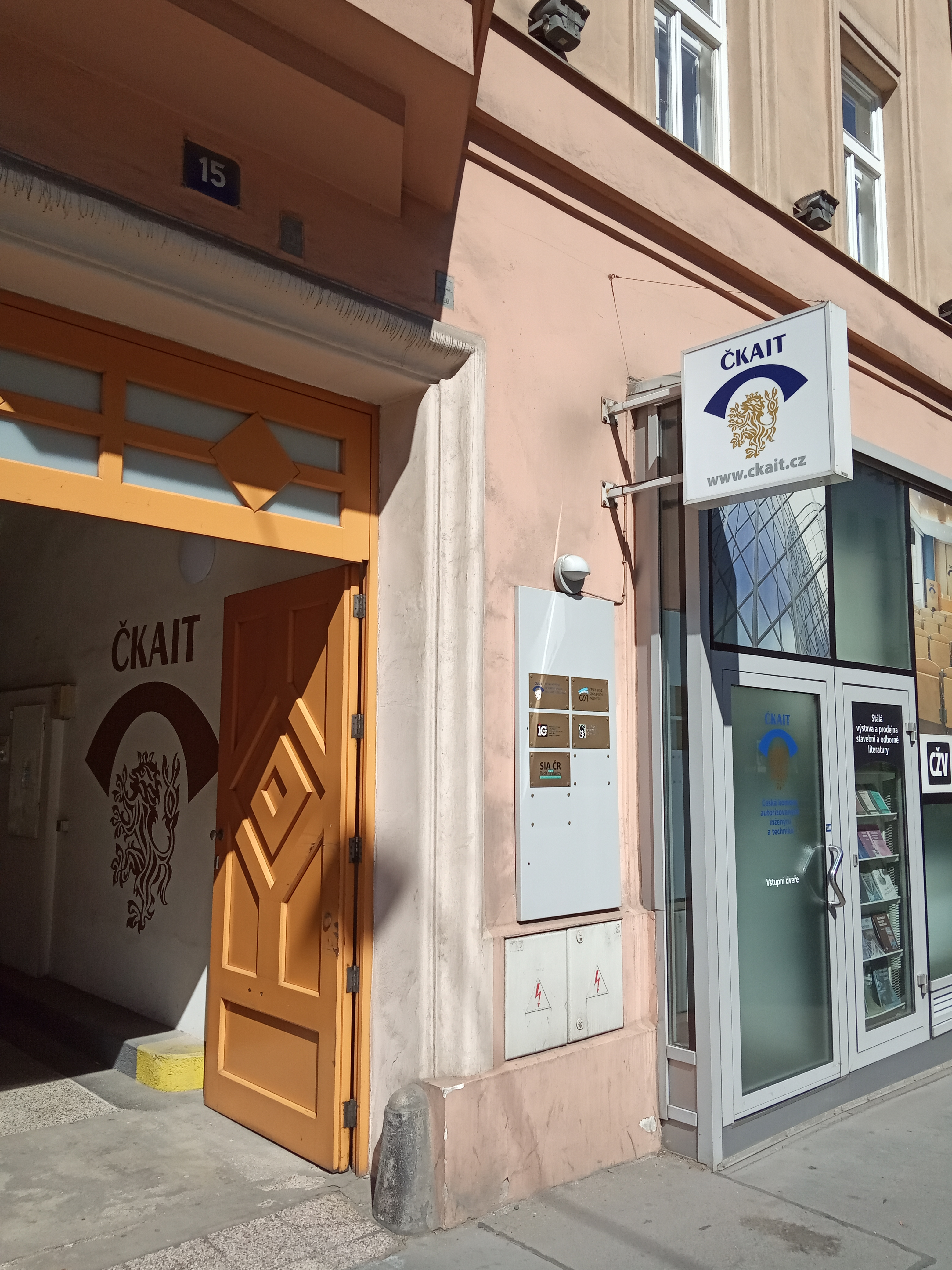
Česká komora autorizovaných inženýrů a techniků (ČKAIT)

Technologická zařízení staveb je obor stavebnictví, kde technologická zařízení jsou pro stavbu určující. V rámci oboru se řeší technologická a technická zařízení také v rámci stavebních objektů.

## Rozsah oboru
Obory a stavby, kde technologická zařízení jsou pro stavbu určující jsou zejména tyto:
- Stavby s technologickým zařízením výrobním i nevýrobním pro těžbu a úpravu uhlí, rud a nerostných surovin
- Plynárenství
- Výroba a rozvod technických a topných plynů a kapalin včetně souvisejících zařízení
- Energetika
- Teplárenství
- Výroba elektrické energie včetně přípojných a rozvodných sítí a souvisejících zařízení
- Veřejné osvětlení, které není součástí stavby
- Hutní a metalurgická výroba
- Strojírenská výroba
- Chemický, farmaceutický a potravinářský průmysl
- Spotřební průmysl
- Průmysl stavebních hmot a keramiky
- Doprava a skladování
- Sítě a zařízení elektronických komunikací včetně zařízení informačních technologií

- Vedení a zařízení pro přenos dat a další veřejná technická infrastruktura
- Zemědělská a lesnická výroba
- Stavby technologických zařízení čistíren odpadních vod instalovaných do kanalizačních systémů a technických zařízení na vnitřní kanalizaci podléhající zákonu o vodách
- Stavby a zařízení staveb zahrnující vyhrazená technická zařízení
- Vyhrazená požárně bezpečnostní zařízení a prostředky k ochraně životního a pracovního prostředí
- Zařízení staveb občanské vybavenosti
- Zařízení na kontrolu a řízení technologických procesů.
- Řešení využití netradičních forem energie

## Autorizované osoby ČKAIT
V Česku je pro projektování a výstavbu Technologických zařízení staveb oprávněná autorizovaná osoba ČKAIT v souladu se zákonem č. 360/1992 Sb., o výkonu povolání autorizovaných architektů a inženýrů.
- Autorizovaný technik (TT00)
- Autorizovaný inženýr (IT00)

Autorizovaná osoba vykonává odborné činnosti v oblasti výstavby a technické infrastruktury s vysokou odborností, etickým přístupem a s ohledem na ochranu veřejného zájmu. Při činnostech, kde existuje zvýšené riziko ohrožení života, zdraví, majetku či životního prostředí (např. dopravní stavby, vodní díla, energetická zařízení, stavby s vysokým počtem osob), musí autorizovaná osoba:
- Zajišťovat bezpečnost projektovaných nebo realizovaných staveb podle platných právních předpisů, norem a technických pravidel.
- Identifikovat a hodnotit rizika, která mohou vést k ohrožení veřejného zájmu, a přijímat odpovídající technická a organizační opatření.
- Zohlednit dlouhodobý dopad řešení na zdraví lidí, bezpečnost uživatelů a udržitelnost prostředí.